# Sankt Andrä-Höch
Sankt Andrä-Höch osztrák község Stájerország Leibnitzi járásában. 2017 januárjában 1723 lakosa volt. 

## Elhelyezkedése

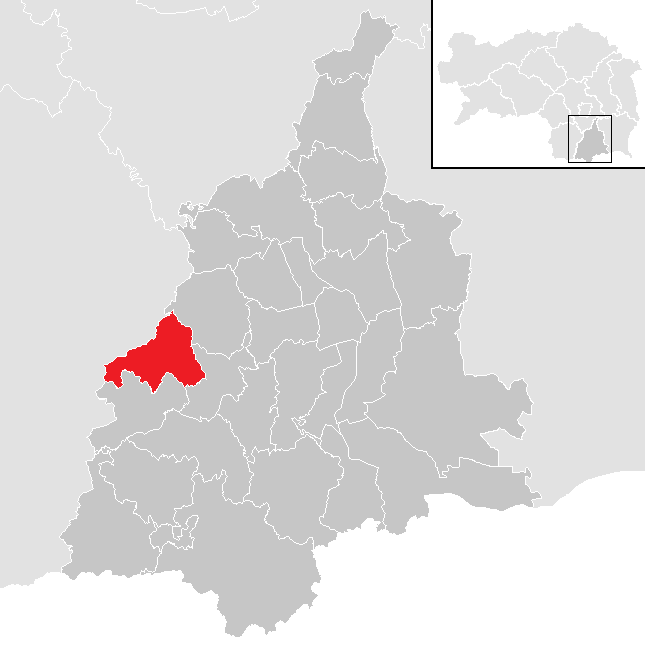
Sankt Andrä-Höch a Leibnitzi járásban

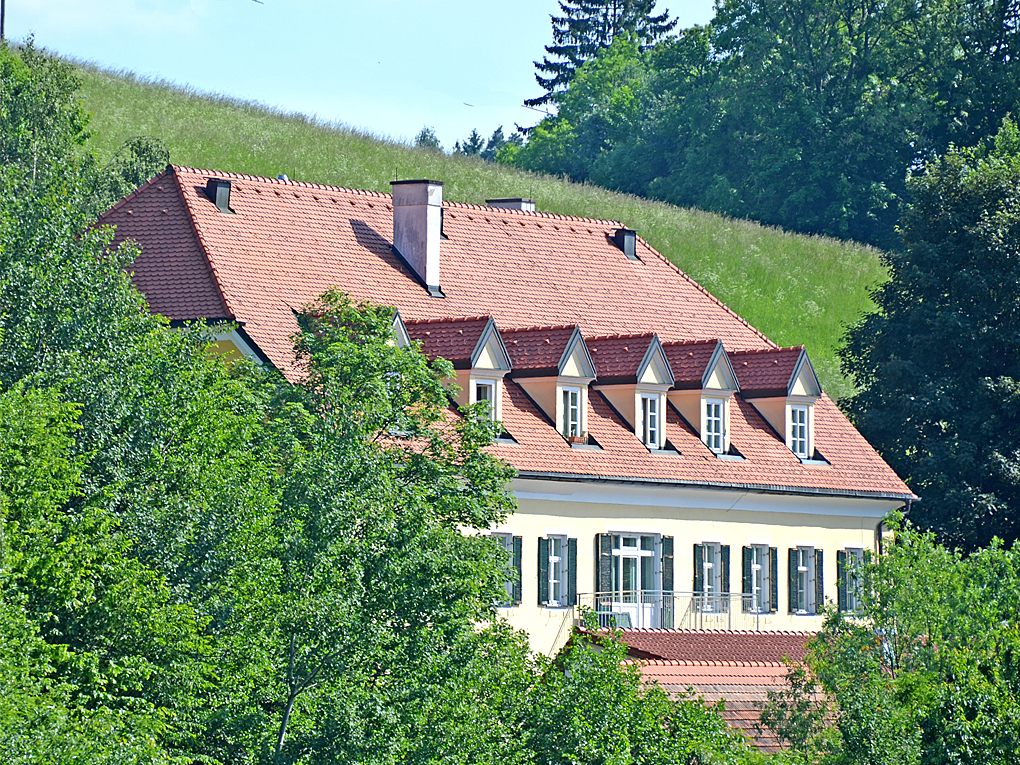
A Harrachegg-kastély

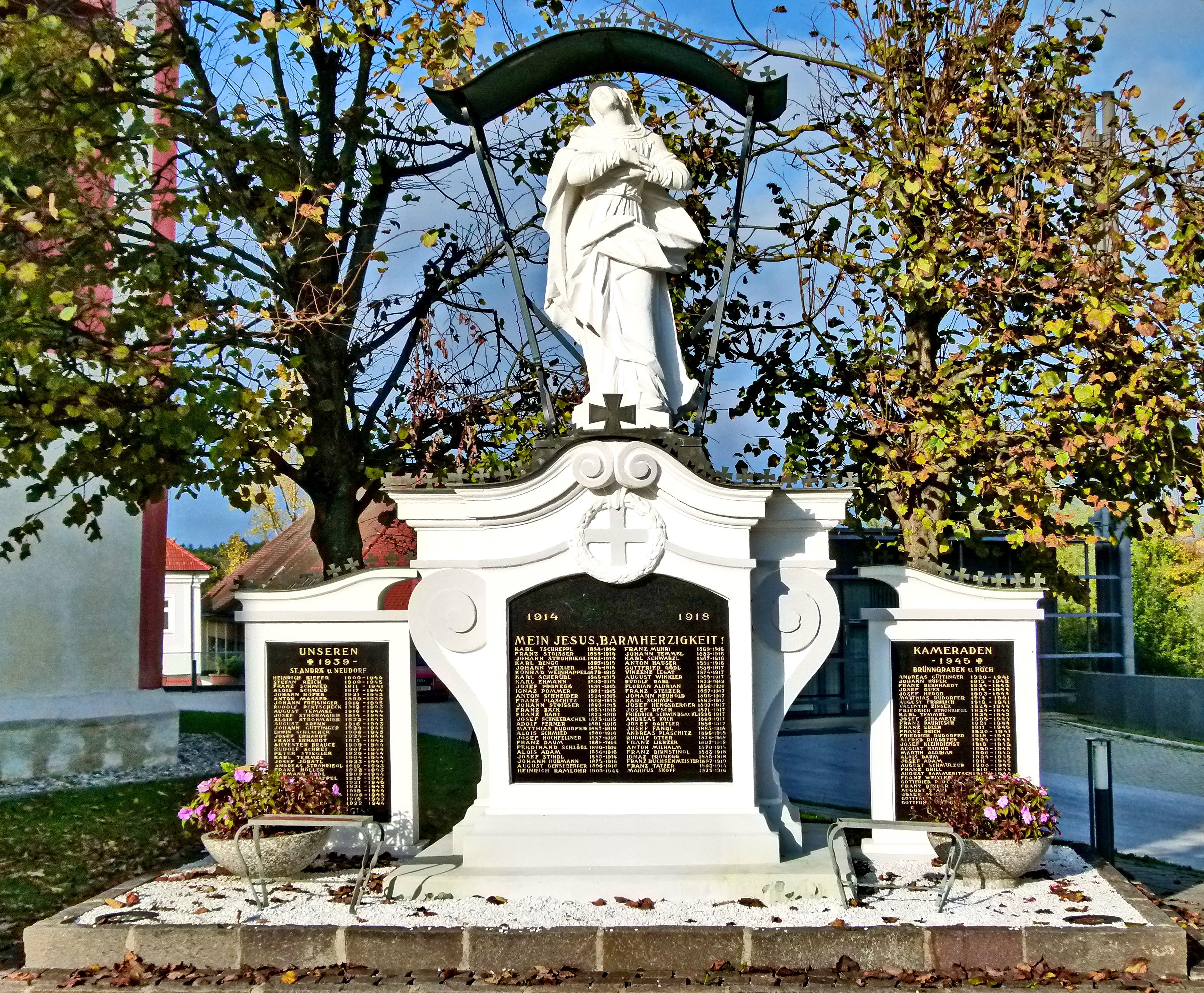
A háborús emlékmű

Sankt Andrä-Höch a tartomány déli részén fekszik, a Nyugat-Stájerország régióban, mintegy 35 km-re délre Graztól. Legmagasabb pontja a 671 méteres Demmerkogel. Sankt Andrä-Höch a sausali borvidék része. Az önkormányzat 8 falut fog össze (valamennyit saját katasztrális községében): Brünngraben (112 lakos), Fantsch (202), Höch (205), Neudorf im Sausal (327), Reith (132), Rettenberg (296), Sankt Andrä im Sausal (377), Sausal (166).
A környező települések: északkeletre Sankt Nikolai im Sausal, délkeletre Kitzeck im Sausal, délre Gleinstätten, nyugatra Groß Sankt Florian, északra Wettmannstätten.

## Története
I. Ottó császár 970-ben adományozta Sausal erdejét (forestum susil) Frigyes salzburgi érseknek. Az "édes völgyek" (németül süßen Täler, latinul dulces valles) elnevezés (így emlegették a Sausali-dombvidék nyugati felét, amely nagyjából megfelel a mai önkormányzat területének) 977-ben bukkan fel először. Az érsek bajor telepeseket hozatott az addig szlávok által ritkásan lakott erdős dombságra, akik kiirtották az erdőt, feltörték a földet és szőlőt telepítettek. A 12. században már "hegyjoggal" rendelkeztek a helyi gazdák, vagyis a bortermelés legalább ekkorra vezethető vissza. 1322-ben 21 helyi szőlősgazdáról tesznek említést. A környék vadjairól is híres volt, az erdőkben a 10. században a király, utána az érsek vadászott medvére és szarvasra. Távollétében az erdőmester felügyelte a vadgazdálkodást és a parasztok kondáinak makkoltatását. Várak ekkor nem épültek, a néhány mai kastélyt (Flamhof, Harrachegg, Waldschach) jóval később emelték.    
A 17. században a bortermelés jelentősége fokozatosan visszaesett, mára főleg Höchben maradt számottevő szőlőtermelő közösség. 1595-ben Wolf Dietrich érsek átadta leibnitzi földbirtokait Martin Brenner seckau püspöknek. 
1168-ban a Sankt Florian-i Konrád plébános kapta meg a birtokot Adalbert érsektől, ő építtette azt a Szent Andrásnak szentelt kápolnát, amely először 1244-ben jelenik meg az oklevelekben. A templomról kapta nevét a környező falu is, amelyet elsőként  1445-ben említenek St. Andrä zu Sussentäler-ként. Egyházközségként 1788-ban szerezte meg önállóságát.
A község mai címerét 1994-ben fogadták el. 

## Lakosság
A Sankt Andrä-Höch-i önkormányzat területén 2017 januárjában 1723 fő élt. A lakosság 1869 óta (akkor 2219 lakos) lassan, de fokozatosan csökken. 2014-ben a helybeliek 96,7%-a volt osztrák állampolgár; a külföldiek közül 1,3% a régi (2004 előtti), 1,4% az új EU-tagállamokból érkezett. A munkanélküliség 3%-os volt. 

## Látnivalók

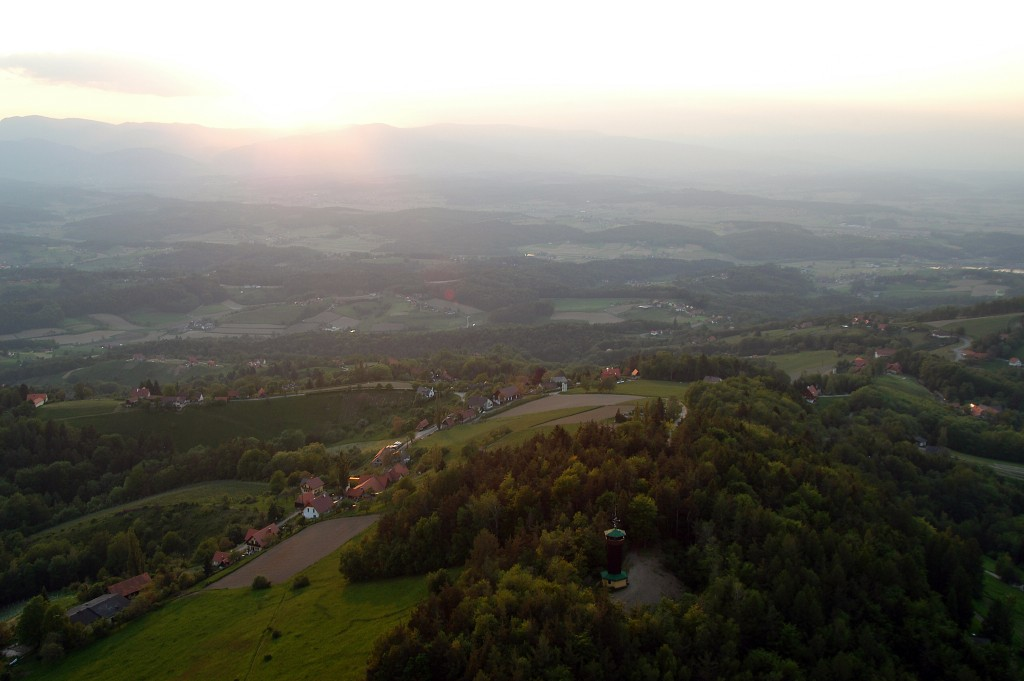
Tájkép, előtérben a Demmerkogel kilátójával

- a Szt. András-plébániatemplom. Mai, barokk formájában 1723-ban készült el, a korábbi gótikus templom egyes részei (pl. a torony alsó szintjei) megmaradtak. Főoltárának szobrai 1758-ból származik.
- Háborús emlékmű 1725-ből származó mater dolorosa szoborral
- A 18. századi paplak
- a Steller-kápolna
- a Harrachegg-kastély és annak boros- és kultúrpincéje
- Neudorf am Sausal kápolnája
- a világ legnagyobb Klapotetz-e (stájer madárijesztő)
- kilátó a Demmerkogel tetején
- bor- és természeti tanösvény és a Hubertus-barlang
- horgászási lehetőség a Trifthanslteich tavon

## Fordítás
- Ez a szócikk részben vagy egészben  a   Sankt Andrä-Höch című német Wikipédia-szócikk ezen változatának fordításán alapul.  Az eredeti cikk szerkesztőit annak laptörténete sorolja fel. Ez a jelzés csupán a megfogalmazás eredetét és a szerzői jogokat jelzi, nem szolgál a cikkben szereplő információk forrásmegjelöléseként.